# Rafał Urban

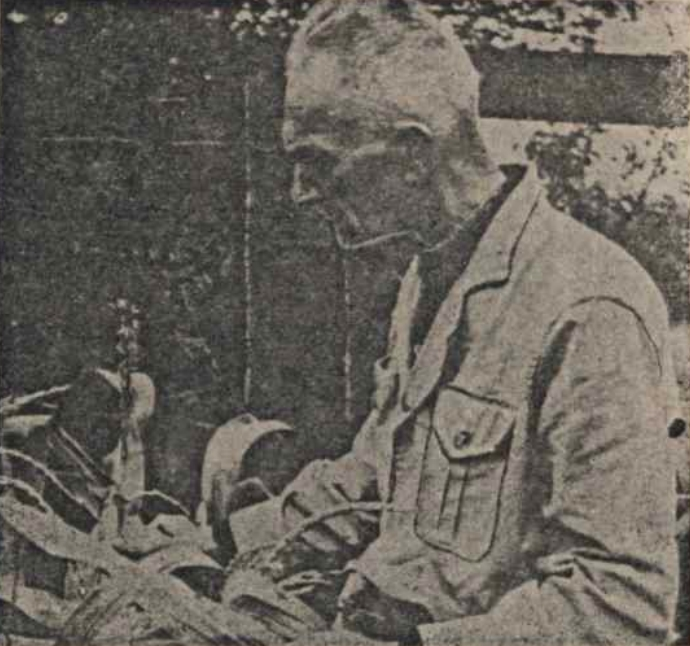
Rafał Urban – zdjęcie w „Wiadomościach Prudnickich” z 1955

Rafał Urban (ur. 24 lipca 1893 w Winiarach, zm. 12 stycznia 1972 w Warszawie) – polski pisarz, gawędziarz śląski, autor dramatu Termin Nyski, czyli sterylizacja naiwnego baranka nieludzka komedia autochtoniczna z epoki Trzeciego Rajchu w 5 aktach biurokratycznych … napisał chłop bezimienny, syn ziemi odzyskanej.

## Życiorys
Urodził się w rodzinie chłopskiej. Naukę rozpoczął w miejscowej szkole ludowej. Następnie trafił do gimnazjum w Nysie, skąd został wkrótce karnie relegowany za posiadanie, zakazanych wówczas, polskich książek i komunistycznych broszur. Przez jakiś czas podejmował różne prace zarobkowe. Szczęśliwym trafem zetknął się z księdzem Aleksandrem Skowrońskim – działaczem narodowym i poetą górnośląskim, dzięki któremu znów powrócił do gimnazjum, tym razem w Prudniku, tam też uzyskał maturę w roku 1914. Miał wówczas 21 lat.
Po wybuchu I wojny światowej został powołany do pruskiej armii. Pod koniec walk, trafił do niewoli kanadyjskiej. Po zwolnieniu, przez następne trzy lata, pracował jako ogrodnik w Anglii. Potem powrócił na Śląsk, by po plebiscycie znów wyruszyć w świat. Studiował dorywczo na kilku uniwersytetach m.in. na Sorbonie. Ukończył Akademię Rolniczo-Leśną w Monachium, gdzie nauczył się zawodu rolnika i ogrodnika. Po studiach pracował w instytucie hodowli roślin w Munchenburgu pod Berlinem. W tym czasie zwiedził również Francję, Anglię, Włochy, Jugosławię, Holandię, kraje skandynawskie, Szwajcarię, Rosję i sporo krajów pozaeuropejskich.
W 1931 roku osiedlił się na stałe w swoich rodzinnych stronach w Winiarach. Ożenił się z gospodarską córką z sąsiedniej wioski Anastazją Larysz. W Winiarach przeżył niemal całą drugą wojnę światową i dopiero pod jej koniec został, wraz z całą rodziną, przymusowo ewakuowany w okolice Jeziora Bodeńskiego. Powrócił w 1946 roku i zajął się rolnictwem oraz sadownictwem.
Jako pisarz zadebiutował dopiero w 1948 roku. Wziął udział w konkursie, ogłoszonym przez Towarzystwo Przyjaciół Nysy na utwór literacki, bądź naukowy, związany z ziemią nyską. W dwóch kolejnych konkursach otrzymał wyróżnienie oraz przyznano mu dwukrotnie po 30 tys. zł, za nadesłane utwory. Jednym z nich była autobiograficzna opowieść pt. Szkoła, drugim komediodramat Termin nyski – najbardziej bodaj znany utwór pisarza. Oryginalny i nowatorski Termin nyski, wywołał spore kontrowersje i zakłopotanie wśród członków jury, jednakże ostatecznie uhonorowano Urbana nagrodą (głównie głosami zasiadających w komisji profesorów: S. Kolbuszewskiego i Z. Bednorza), która jednak nie usatysfakcjonowała autora, gdyż była niewystarczająca na zakup, potrzebnego w gospodarstwie, konia.
Od momentu przyznania Urbanowi nagrody, zaczęła się jego pisarska kariera. Twórczość pisarza rozsiana jest po różnych czasopismach, drukował m.in. w katowickiej i opolskiej „Odrze”, „Poglądach”, „Panoramie”, „Miesięczniku literackim”, „Przemianach”, „Głosach znad Odry”, „Życiu literackim”, „Opolu”, „Polityce”, „Trybunie Opolskiej”, kalendarzach, almanachach i wydawnictwach zbiorowych. Za życia Urban nie doczekał się jednak książkowego wydania swoich dzieł.
Od 1955 roku należał do Związku Literatów Polskich i był pierwszym prezesem jego opolskiego oddziału.

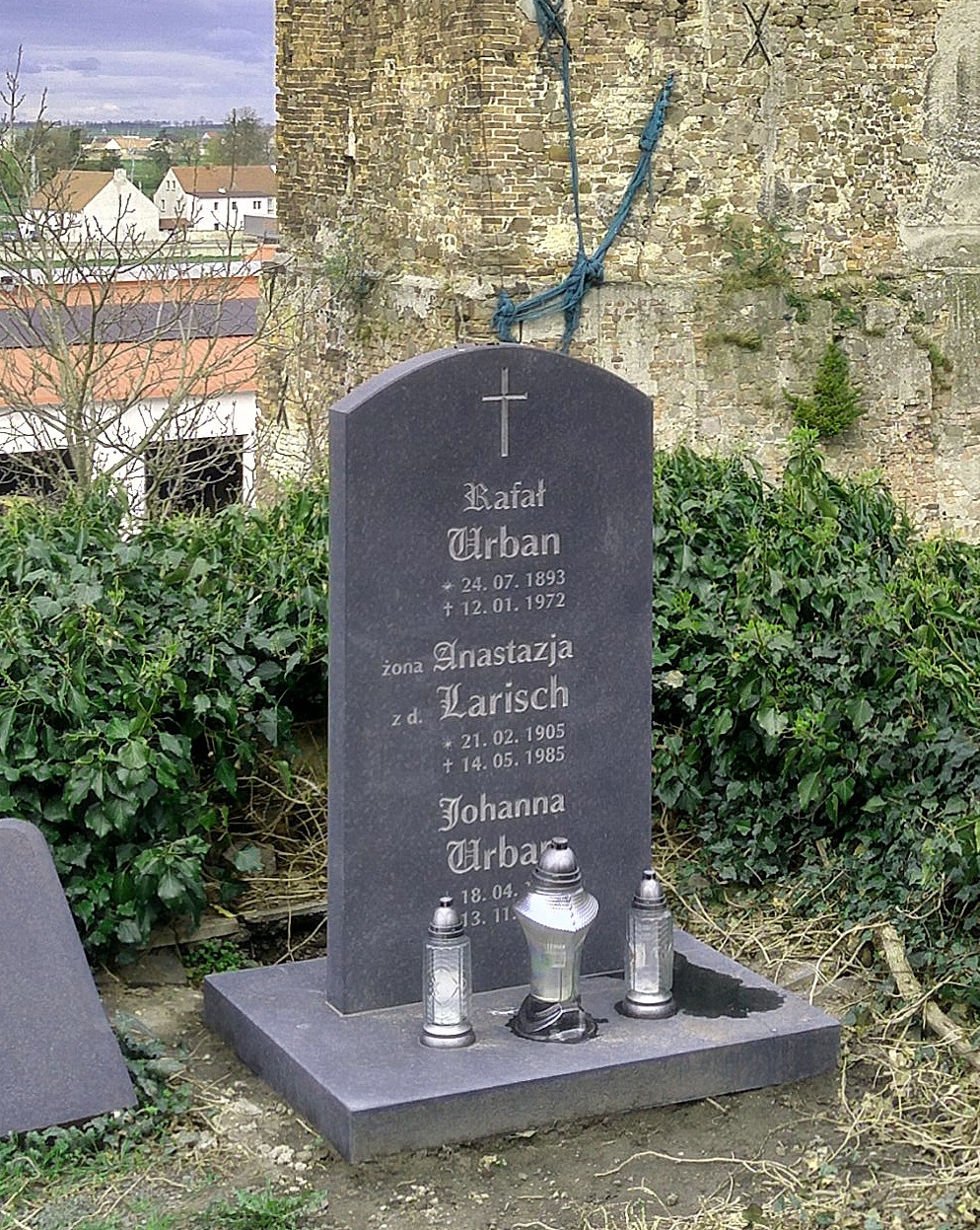
Grób Rafała Urbana

12 stycznia 1972 roku zmarł po operacji na oddziale onkologicznym w warszawskim szpitalu. 17 stycznia pochowano go przy kaplicy cmentarnej w Głogówku.
W 1978 roku odsłonięto w rodzinnym mieście pisarza jego, wykonane przez Adolfa Panitza, popiersie, a w setną rocznicę urodzin Rafała Urbana jedną z ulic Głogówka nazwano jego imieniem.

## Twórczość
Twórczość Rafała Urbana jest bardzo różnorodna, znajdują się w niej bajki, gawędy, opowiadania, wspomnienia, utwory dramatyczne, wiersze, artykuły publicystyczne na różne tematy, a także artykuły naukowe na temat sadownictwa i rolnictwa. Utwory te, przez długi czas nie zostały zebrane w wydaniu książkowym i funkcjonowały w rozsypce na łamach lokalnych, przeważnie, czasopism.
Dopiero w 1982 roku, staraniem pracowników Instytutu Śląskiego w Opolu, ukazały się Pisma Urbana. Książka zawiera obszerny wybór gawęd, kilka utworów lirycznych oraz dramatycznych, w tym debiutancki Termin nyski. Po ośmiu latach, wyszedł tom drugi Pism, gdzie obok literatury pięknej znalazły się również artykuły pisarza, dotyczące sadownictwa i ogrodnictwa.
Centralnym tematem jego twórczości był Śląsk w ujęciu realistycznym i historycznym, jak również baśniowym i mitycznym. Ślązakami są, w większości, bohaterowie Urbana, śląskość obecna jest w obyczaju, folklorze, a przede wszystkim w języku. Śląsk jest również uniwersalnym modelem i punktem wyjścia dla rozważań ogólnych tj. kwestie etyczne, sztuka, refleksje na temat cywilizacji itp.

## Twórczość o Rafale Urbanie
Edward Stachura napisał piosenkę poświęconą swojemu przyjacielowi – Rafałowi Urbanowi, pt. „Piosenka dla Rafała Urbana”. Później została nagrana pod tym samym tytułem przez Stare Dobre Małżeństwo oraz przez Marka Gałązkę.
W miejscowości Brożec k. Krapkowic znajduje się ulica imienia Rafała Urbana.
Jedna z ulic w Katowicach, w dzielnicy Kostuchna została nazwana jego imieniem.